# Gesine Schwan
Gesine Schwan (Berlín, 22 de mayo de 1943) es una política alemana miembro del partido social demócrata SPD y decana de la Universidad Europea Viadrina en Fráncfort del Óder. Fue la candidata presentada por el partido social demócrata y los verdes a las elecciones presidenciales de 2004 contra Horst Köhler.

## Condecoraciones
- 2012: Fue condecorada con la medalla honorífica Bene Merito, otorgada por el ministro de Relaciones Exteriores de Polonia.[1]